# USS Stafford (DE-411)
USS Stafford (DE-411) là một tàu hộ tống khu trục lớp John C. Butler từng phục vụ cùng Hải quân Hoa Kỳ trong Chiến tranh Thế giới thứ hai. Nó là chiếc tàu chiến duy nhất của Hải quân Hoa Kỳ được đặt cái tên này, theo tên Đại úy Thủy quân Lục chiến Richard Yeater Stafford (1916–1942), người từng phục vụ cùng Sư đoàn 1 Thủy quân Lục chiến, đã tử trận tại Guadalcanal vào ngày 11 tháng 10, 1942 và được truy tặng Huân chương Ngôi sao Bạc. Nó đã phục vụ trong suốt Thế chiến II, được cho ngừng hoạt động sau khi xung đột chấm dứt vào năm 1946, rồi cuối cùng bị bán để tháo dỡ vào năm 1972. Stafford được tặng thưởng hai Ngôi sao Chiến trận do thành tích phục vụ trong Thế Chiến II.

## Thiết kế và chế tạo
Lớp John C. Butler được thiết kế nhằm đáp ứng nhu cầu một số lượng lớn nhưng rẻ tiền của một kiểu tàu hộ tống chống tàu ngầm để hộ tống các đoàn tàu vận tải vượt đại dương. Chúng có chiều dài chung 306 foot (93,3 m), mạn tàu rộng 36 foot 10 inch (11,2 m) và mớn nước 13 foot 4 inch (4,1 m), trọng lượng choán nước tiêu chuẩn 1.350 tấn Anh (1.372 t), và lên đến 1.745 tấn Anh (1.773 t) khi đầy tải, với một thủy thủ đoàn bao gồm 14 sĩ quan và 201 thủy thủ. Con tàu được vận hành bởi hai turbine hơi nước hộp số Westinghouse; hơi nước được cung cấp bởi hai nồi hơi "D" Express, tạo ra công suất 12.000 mã lực càng (8.900 kW) và cho phép đạt được tốc độ tối đa 24 hải lý trên giờ (44 km/h; 28 mph). Nó có tầm hoạt động 6.000 hải lý (11.000 km; 6.900 mi) ở tốc độ đường trường 12 hải lý trên giờ (22 km/h; 14 mph).
Dàn vũ khí chính bao gồm hai tháp pháo 5-inch/38 caliber đa dụng nòng đơn, được dẫn đường bởi hệ thống điều khiển hỏa lực Mark 51; vũ khí phòng không gồm hai khẩu đội Bofors 40 mm L/60 nòng đôi và mười khẩu Oerlikon 20 mm nòng đơn cũng được dẫn đường bởi hệ thống Mark 51. Ngoài ba ống phóng ngư lôi 21 inch (533 mm), vũ khí chống ngầm bao gồm hai đường ray thả mìn sâu, tám máy phóng mìn sâu K-gun cùng một dàn súng cối chống ngầm Hedgehog. Con tàu được trang bị sonar kiểu QC, radar dò tìm mặt biển SL và radar dò tìm không trung SA.
Stafford được đặt lườn tại xưởng tàu của hãng Brown Shipbuilding Co. ở Houston, Texas vào ngày 29 tháng 11, 1943. Nó được hạ thủy vào ngày 11 tháng 1, 1944, được đỡ đầu bởi cô Flora Stafford, em gái của Đại úy Stafford, và được cho nhập biên chế cùng Hải quân Hoa Kỳ vào ngày 19 tháng 4, 1944 dưới quyền chỉ huy của Hạm trưởng, Thiếu tá Hải quân Volney Hamilton Craig Jr.

## Lịch sử hoạt động
Sau khi hoàn tất việc trang bị tại khu vực Galveston-Houston, Stafford lên đường vào ngày 7 tháng 5, 1944 để cùng tàu chị em La Prade (DE-409) tiến hành chạy thử máy huấn luyện tại khu vực Bermuda. Sau khi hoàn tất công việc vào đầu tháng 6, nó quay trở lại Xưởng hải quân Boston để được sửa chữa sau chạy thử máy từ ngày 13 đến ngày 22 tháng 6, rồi chuẩn bị để được điều động sang khu vực Mặt trận Thái Bình Dương. Nó cùng La Prade và tàu chỉ huy đổ bộ Wasatch (AGC-9) khởi hành từ Norfolk, Virginia vào ngày 27 tháng 6 để hướng sang vùng kênh đảo Panama, băng qua kênh đào vào ngày 3 tháng 7, rồi tiếp tục hành trình vào ngày hôm sau để hướng đến San Diego, California. Sau khi được sửa chữa, nó cùng La Prade lên đường hướng sang quần đảo Hawaii, đi đến Trân Châu Cảng vào ngày 25 tháng 7.
Sau gần một tháng được tiếp tục huấn luyện chống tàu ngầm tại vùng biển Hawaii, Stafford cùng tàu hộ tống khu trục Fieberling (DE-640) lên đường vào ngày 18 tháng 8 để hộ tống cho Đơn vị Đặc nhiệm 16.8.1 đi sang quần đảo Marshall. Sau khi đi đến Kwajalein vào ngày 25 tháng 8, nó tiếp tục hộ tống chiếc SS Coast Skipper đi Majuro vào ngày hôm sau, rồi đến ngày 29 tháng 8 lại cùng tàu hộ tống khu trục Dionne (DE-261) tháp tùng để bảo vệ cho tàu sân bay hộ tống Thetis Bay (CVE-90) quay trở lại Hawaii, đi đến Trân Châu Cảng vào ngày 3 tháng 9.
Trong gần hai tháng tiếp theo, Stafford hoạt động tuần tra, hộ tống và tham gia các đợt thực hành chống tàu ngầm. Nó cùng Đội đặc nhiệm 12.3 lên đường vào ngày 31 tháng 10 để truy tìm một tàu ngầm Nhật Bản, được cho là đang hoạt động tại vùng biển giữa Hawaii và vùng bờ Tây. Trong suốt hai tuần lễ tiếp theo đội đặc nhiệm phát hiện nhiều tín hiệu sonar nghi ngờ, tấn công chúng bằng mìn sâu nhưng không có kết quả. Đến ngày 14 tháng 11, họ được tin một đội đặc nhiệm khác đã tiêu diệt được đối phương, và được lệnh quay trở về căn cứ, về đến Trân Châu Cảng vào ngày 19 tháng 11.
Lên đường trong thành phần Đội đặc nhiệm 12.4 vào ngày 24 tháng 11, Stafford hướng sang khu vực Trung Tâm Thái Bình Dương, đi đến Eniwetok vào ngày 2 tháng 12, nơi nó gia nhập Đệ Tam hạm đội và đơn vị đổi tên thành Đội đặc nhiệm 30.6. Con tàu tiếp tục hướng sang phía Tây, ghé đến Ulithi trong đêm 7-8 tháng 12 và tại Saipan vào đêm 10-11 tháng 12. Sau khi đi đến Kossol Passage tại Palau vào ngày 17 tháng 12, đơn vị tuần tra chống tàu ngầm trong một bán kính 60 mi (97 km) chung quanh Peleliu trước khi lên đường đi Ulithi, đến nơi vào ngày 22 tháng 12. Đến ngày 28 tháng 12, lực lượng đổi tên thành Đơn vị Đặc nhiệm 77.4.13, rồi lên đường vào ngày hôm sau để quay trở lại Palau.
Cùng với Đơn vị Đặc nhiệm 77.4.13 khởi hành từ Kossol Roads vào ngày 1 tháng 1, 1945, Stafford hộ tống cho Lực lượng Đặc nhiệm 77 hướng sang Luzon, Philippines. Trong suốt hành trình lần lượt đi ngang qua Leyte, eo biển Surigao Mindanao, Negros, Panay, Mindoro và Luzon, máy bay đối phương thường xuyên quấy nhiễu và trinh sát điểm đến của lực lượng. Vào ngày 4 tháng 1, một máy bay tấn công tự sát Kamikaze đã đâm trúng Ommaney Bay (CVE-79), khiến chiếc tàu sân bay hộ tống bị hư hại nặng và phải tự đánh đắm bằng ngư lôi sau đó. Khi càng đến gần mục tiêu là vịnh Lingayen vào ngày 5 tháng 1, cường độ các đợt không kích của đối phương càng thêm ác liệt.
Tại phía Tây Bắc vịnh Manila lúc 17 giờ 47 phút, tám máy bay Nhật Bản, có thể là kiểu máy bay tiêm kích Mitsubishi A6M Zero, đã tiếp cận lực lượng ở độ cao thấp trước khi tách thành hai tốp, và bốn chiếc bắt đầu bổ nhào để tấn công tàu sân bay hộ tống Tulagi (CVE-72), lúc đó đang được Stafford cùng các tàu chị em Goss (DE-444) và Ulvert M. Moore (DE-442) bảo vệ. Nó cùng các tàu bạn đã nổ súng khi mục tiêu ở cách khoảng 8.000 yd (7.300 m), mỗi tàu hộ tống khu trục đã bắn hạ một máy bay đối phương, nhưng chiếc Kamikaze thứ tư đã đâm trúng Stafford bên mạn phải phía giữa tàu, ngay sau ống khói. Con tàu giảm tốc độ và bị ngập nước; mọi người trên tàu, ngoại trừ một thủy thủ đoàn khung, được di tản sang Ulvert M. Moore, và mọi vật dụng trên tàu được vứt bỏ qua mạn để giúp nó tiếp tục nổi được. Nó tiếp tục ở lại khu vực vịnh Lingayen cho đến ngày 11 tháng 1, rồi tháp tùng một đoàn tàu vận tải để rút lui về Leyte.
Sau khi về đến vịnh San Pedro, Leyte vào ngày 16 tháng 1, Stafford đi vào ụ nổi vào ngày 19 tháng 1 để sửa chữa lườn tàu, rồi khởi hành vào ngày 27 tháng 1, cùng một đoàn tàu vận tải đi đến Hollandia. Nó cùng với chiếc tàu kéo hạm đội Apache (ATF-167) tách khỏi đoàn tàu vào ngày 30 tháng 1, và đi đến Seeadler Harbor, Manus năm ngày sau đó. Trên đường quay về vùng bờ Tây, nó có các chặng dừng tại Majuro từ ngày 13 đến ngày 15 tháng 2, và tại Trân Châu Cảng từ ngày 21 đến ngày 25 tháng 2.
Sau khi được sửa chữa tại Xưởng hải quân Mare Island từ ngày 4 tháng 3 đến ngày 6 tháng 5, Stafford hộ tống cho chiếc SS Philippa để cùng đi sang Trân Châu Cảng, đến nơi vào ngày 14 tháng 5. Nó hoạt động tại chỗ cho đến ngày 24 tháng 5, khi nó gia nhập Đơn vị Đặc nhiệm 16.8.12 để đi sang quần đảo Marshall, đi đến Eniwetok vào ngày 1 tháng 6, và lên đường ngay ngày hôm sau để cùng Đơn vị Đặc nhiệm 96.6.9 đi sang Ulithi, đến nơi vào ngày 6 tháng 6.
Lên đường một tuần sau đó để đi sang khu vực Okinawa, Stafford đi đến ngoài khi bãi đổ bộ Hagushi vào ngày 17 tháng 6, rồi chuyển đến khu vực neo đậu Kerama Retto vào ngày hôm sau. Vào lúc này cuộc xung đột tại đây đã đi vào giai đoạn kết thúc, và hòn đảo được tuyên bố bình định vào ngày 19 tháng 6. Con tàu hoạt động tuần tra chống tàu ngầm tại khu vực quần đảo Ryūkyū, và vẫn đang làm nhiệm vụ này khi Nhật Bản chấp nhận đầu hàng vào ngày 15 tháng 8, giúp chấm dứt vĩnh viễn cuộc xung đột.
Tham gia hoạt động cùng lực lượng chiếm đóng, Stafford gặp gỡ tàu đổ bộ LST LST-792 để hộ tống nó đi sang Nhật Bản, đi đến Nagasaki vào ngày 15 tháng 9. Nó đón lên tàu những cựu tù binh chiến tranh Đồng Minh rồi khởi hành vào ngày 18 tháng 9 để quay trở lại Okinawa vào ngày 20 tháng 9. Nó ở lại vịnh Buckner cho đến ngày 11 tháng 10, khi lại lên đường đi sang Nhật Bản, ghé đến Nagasaki, Sasebo, Wakayama và Yokosuka cho đến ngày 4 tháng 11, khi nó khởi hành từ để quay trở về Hoa Kỳ, ghé qua Trân Châu Cảng trong đêm 13-14 tháng 11 trước khi về đến San Francisco.
Stafford tham gia cùng chiếc Corregidor (CVE-58) tại Alameda, California vào ngày 22 tháng 11, và phụcvụ canh phòng máy bay cho việc huấn luyện phi công của chiếc tàu sân bay hộ tống cho đến ngày 9 tháng 12. Nó đi đến vịnh San Pedro vào ngày 12 tháng 12, và bắt đầu được chuẩn bị để ngừng hoạt động tại xưởng tàu của hãng Standard Shipbuilding Corporation ở San Pedro, Los Angeles từ ngày 3 tháng 1, 1946. Nó được cho xuất biên chế vào ngày 16 tháng 5, 1946 và đưa về Hạm đội Dự bị Thái Bình Dương, neo đậu tại San Diego. Tên nó được cho rút khỏi danh sách Đăng bạ Hải quân vào ngày 15 tháng 3, 1972; và con tàu bị bán cho hãng National Metal and Steel Corp. tại Terminal Island, Los Angeles, California vào ngày 13 tháng 6, 1973 để tháo dỡ.

## Phần thưởng
Stafford được tặng thưởng hai Ngôi sao Chiến trận do thành tích phục vụ trong Thế Chiến II.
|                           |  |  |
| Bronze star · Bronze star |  |  |

| Dãi băng Hoạt động Tác chiến                                                 | Dãi băng Hoạt động Tác chiến         | Huân chương Chiến dịch Hoa Kỳ        | Huân chương Chiến dịch Hoa Kỳ                  |
| Huân chương Chiến dịch Châu Âu-Châu Phi-Trung Đông với 2 Ngôi sao Chiến trận | Huân chương Chiến thắng Thế Chiến II | Huân chương Chiến thắng Thế Chiến II | Huân chương Giải phóng Philippine (Philippine) |